# Overcombe
Overcombe – wieś w Anglii, w hrabstwie Dorset. Leży 8 km na południe od miasta Dorchester i 189 km na południowy zachód od Londynu.